# Пьетро II (Арборея)

Юдикаты Сардинии

Пьетро II (итал. Pietro II di Arborea; ок. 1204 — до 1241) — судья Арбореи с 1221 года. Виконт Баса (под именем Педро IV) с 1211 года.

## Биография
Сын Угоне I де Баса (судья в 1185/1192 — 1211) из рода виконтов Баса (Каталония), и Синиспеллы, дочери Баризоне II Арборейского.
К моменту смерти отца был ещё ребёнком. Считался соправителем Пьетро I де Серра (сына Баризоне II), которому Угоне I де Бас был вынужден уступить половину юдиката.
Но ещё при жизни Пьетро I (ум. 1217) власть в Арборее захватил судья Кальяри Гильом де Масса — от имени его сына Баризоне III, за которого выдал замуж свою дочь Бенедетту.
Баризоне III вскоре умер (1217), и с 1221 года Пьетро II утвердил свою власть в Арборее, не деля трон ни с кем.
В 1231 году Элдиарда де Торроха, регент Пьетро II в виконтстве Бас, объявила виконтом своего сына Симона I де Ралау (ум. 1243/1247). Позднее Пьетро II признал его в качестве законного правителя.
Ок. 1222 года Пьетро II женился на Диане Висконти, племяннице Ламберто Висконти ди Галлура. Вторым браком он был женат на женщине, имя и происхождение которой не известно. От неё сын — Мариано II, родившийся во второй половине 1230-х гг.
Последний раз Пьетро II упоминается в документе, датированном 3 апреля 1237 года.